# ویژوال‌ایج
ویژوال‌ایج (به انگلیسی: VisualAge) خانواده ای از محیط‌های توسعه یکپارچه رایانه ای از IBM است که از چندین زبان برنامه‌نویسی پشتیبانی می‌کند. VisualAge اولین بار در اکتبر ۱۹۹۳ منتشر شد و در ۳۰ آوریل ۲۰۰۷ متوقف شد و صفحه وب آن در سپتامبر ۲۰۱۱ حذف شد. VisualAge همچنین با عنوان VisualAge Smalltalk به بازار عرضه شد و در سال ۲۰۰۵ شرکت Instantations امتیاز جهانی این محصول را به دست آورد. اظهار داشته که XL C/C++ محصول حاصل آمده از VisualAge است.

## تاریخ اولیه
VisualAge در آزمایشگاه توسعه IBM در کاری، کارولینای شمالی متولد شد، این آزمایشگاه در سال ۱۹۸۴ تأسیس شد و مسئولیت ابزارهای توسعه برنامه را بر عهده داشت. محصول مدیریت گفتگوی EZ-VU، یک مشتق کامپیوتر شخصی از عناصر رابط کاربری ISPF 327x، از اولین محصولات این خانواده بود. این آزمایشگاه همچنین دارای گروهی بود که یکی از نخستین پذیرندگان فن آوری‌های برنامه‌نویسی شی گرا در IBM بود که از یک زبان داخلی توسعه یافته به نام ClassC برای توسعه برنامه‌هایی با رابط کاربری گرافیکی پیچیده‌تر که به تازگی داشتند در دسترس قرار می‌گرفتند استفاده می‌کرد.
سرانجام، در دسترس بودن پیاده‌سازی‌های قابل استفاده Smalltalk برای ماشین آلات کلاس IBM PC -AT به پروژه‌های پیشرفته IBM اجازه داد تا با Smalltalk آزمایش کنند. تقریباً در همان زمان، ابزارهای ساخت رابط بصری در صفحات رادار در حال ظهور بودند. پروژه‌های تحقیقاتی Smalltalk مانند InterCons توسط David N. Smith از IBM و Fabrik توسط تیمی در Apple به هدایت Dan Ingalls در حال ساخت برنامه‌های گرافیکی تعاملی ساخته شده از ترکیب اولیه گرافیکی بودند. ابزارهای دیگری مانند سازنده رابط  Jean-Marie Hullot که ابتدا در Lisp انجام شد و سپس تبدیل به ابزار سازنده رابط در NeXTStep و Mac OS X شد ، ثبات ساختار سطح بالاتری از رابط های کاربری بود. چنین ابزاری امکان ایجاد رابط‌های کاربری توسط ترکیب WYSIWYG از ابزارک‌های رابط کاربری را فراهم می‌کند که می‌توانند به یکدیگر و به منطق کاربردی ای که به زبان شی گرا بومی سیستم نوشته شده‌است (یا شاید بدون هیچ برنامه‌نویسی ای نوشته شده)، "wired" شوند (متصل شوند).
نمونه اولیه ای که منجر به تولید VisualAge شد، تلاش برای "ساختن چیزی مانند سازنده رابط NeXT " در محیط توسعه Smalltalk / V بود. زمانی که VisualAge به عنوان یک محصول منتشر شد، تأکید بیشتری بر ساخت بصری منطق برنامه و همچنین رابط کاربری داده شد. این تأکید تا حدی به خاطر "موقعیت یابی" به دلایل "استراتژیک" Smalltalk به عنوان یک مولد بود تا به خاطر یک زبان در معماری اپلیکیشن سیستم های IBM.

### VisualAge
نام "VisualAge" نتیجه یک مسابقه بین اعضای تیم توسعه است. پس از انتشار اولیه VisualAge/Smalltalk، نام VisualAge به یک برند خاص خود تبدیل شد و VisualAgeها برای چندین ترکیب مختلف زبان و سیستم عامل تولید شد.
اینها زبانهای پشتیبانی شده کلی هستند که بسته به سیستم عامل به‌طور متنوعی در دسترس هستند: BASIC، COBOL، C , C++، EGL، Fortran، Java , Pacbase، PL/I، IBM RPG و Smalltalk.
اینها سیستم عاملهای پشتیبانی شده هستند که هر کدام از آنها از زبان‌های مختلف پشتیبانی می‌کنند: AIX، OS/2، i5/OS (سابق OS / 400)، Linux، Mac OS X، Microsoft Windows , TPF , z / VM، z / OS (OS / 390، MVS سابق) و z/VSE.
بیشتر اعضای خانواده VisualAge بدون توجه به اینکه از کدام زبان برای توسعه پشتیبانی می‌کنند، به زبان Smalltalk نوشته شده‌اند. اجرای IBM از Smalltalk توسط Object Technology International تولید شد که توسط IBM خریداری شد و قبل از جذب شدن در سازمان IBM، برای چندین سال به عنوان یک شرکت تابعه کامل اداره می‌شد.
VisualAge برای جاوا بر اساس یک ماشین مجازی Smalltalk توسعه یافته‌است که بایت کدهای Smalltalk و Java را اجرا می‌کند. Java nativeها در واقع در Smalltalk پیاده‌سازی شدند.
VisualAge Micro Edition، که از توسعه برنامه‌های جاسازی شده جاوا و توسعه سیستم متقابل پشتیبانی می‌کند، یک پیاده‌سازی مجدد IDE در جاوا است. این نسخه از VisualAge به فریم ورک Eclipse تبدیل شد.
اعضای مختلف خانواده با محصولاتی از خانواده محصولات WebSphere Studio جایگزین شده‌اند. تا سال ۲۰۰۵، شرکت Instantations Specialist Smalltalk مسئولیت پشتیبانی فنی را بر عهده گرفت و حقوق جهانی خط تولید و پایگاه فناوری IBM VisualAge Smalltalk به آنها اعطا شد. Instantiations همچنان محصول پیشرفته VA Smalltalk (بستر VAST) را ارائه می‌دهند. کامپایلرهای C , C++ و Fortran در AIX , Linux و z/OS به سری XL C/C ++ تغییر نام می‌دهند.

## انتشارها
برنامه‌هایی که با VisualAge C++ طراحی شده‌اند، در صورت رعایت دستورالعمل‌های VisualAge، ممکن است بین سیستم عامل‌های هدف، بدون نیاز به تغییر کد، portable باشند. IBM همچنین در مواردی که قابلیت حمل بدون تغییر کد امکان‌پذیر نبود، ابزارها و کتابخانه‌های دیگری را نیز شامل می‌شود.

### استناد
1. ↑  "VisualAge for OS/2, Version 1.0" (Press release). IBM. October 12, 1993. Retrieved March 12, 2018.
2. ↑  Software withdrawal: Selected IBM C, VisualAge C++, and XL Fortran programs (PDF), IBM, December 13, 2005, ENUS905-270, retrieved March 12, 2018
3. ↑  "VisualAge C++". IBM. Archived from the original on September 15, 2011. Retrieved January 26, 2011.
4. ↑  "Will It Go Round in Circles? (IBM, Smalltalk, and VisualAge)". Archived from the original on October 19, 2008. Retrieved November 1, 2008.
5. ↑  "Will It Go Round in Circles?". denhaven2. Archived from the original on October 19, 2008. Retrieved October 19, 2016.
6. ↑  "VisualAge Smalltalk Transition FAQ". Instantiations. Archived from the original on 24 September 2018. Retrieved March 12, 2018.
7. ↑  "Smalltalk Products Home". Instantiations. Retrieved May 19, 2009.
8. ↑  "Instantiations History". Instantiations. Retrieved May 19, 2009.
9. ↑  "VisualAge C++". EDM/2. Archived from the original on 26 February 2021. Retrieved March 12, 2018.

### کتابشناسی - فهرست کتب
VisualAge - Smalltalk
- IBM Corp. , IBM, (1994). “IBM VisualAge (printed paper bound retail hardboard box)”. . IBM Corp. Part Number 14H0969 and lid Part Number 30H2314 Product Number 17H7495 Bar code: 087944096085
- IBM Corp. , IBM, (Spring 1995). “Smalltalk resource catalogue”. . IBM Corp. (96 pages) Product Number G325-0813-01 Part Number 30H2238
- IBM Corp. , IBM, (اکتبر ۱۹۹۴). “Development guide”. 1st edition. (250 pages) Product Number SC34-4495-00 Part Number 14H0295
- IBM Corp. , IBM, (اکتبر ۱۹۹۴). “Programmer’s reference”. 2nd edition. IBM Corp. (458 pages) Product Number SC34-4493-01 Part Number 14H0297
- IBM Corp. , IBM, (اکتبر ۱۹۹۴). “IBM Smalltalk”. 2nd edition. IBM Corp. (172 pages) Product Number SC34-4491-01 Part Number 14H0296
- IBM Corp. , IBM, (اکتبر ۱۹۹۴). “Installation guide booklet”. 2nd edition. IBM Corp. (48 pages) Part Number 14H1071
- IBM Corp. , IBM, (اکتبر ۱۹۹۴). “Programmer’s guide to building”. 2nd edition. IBM Corp. (149 pages) Product Number SC34-4496-00 Part Number 14H1070
- IBM Corp. , IBM, (اکتبر ۱۹۹۴). “User’s Guide and Reference”. 2nd edition. IBM Corp. (642 pages) Product Number SC34-4490-01 Part Number 14H0922;

IBM VisualAge for COBOL Standard is “Year 2000 ready” and Requires: Warp Version 4.0 plus FixPak 1 or Windows NT 4.0 plus Service Pack 3
- IBM Corp. , IBM, (1997). “IBM VisualAge for COBOL Standard (printed retail card box)”. Version 2.1. IBM Corp. Product Number P4301938 Bar Code: 1264301938000104 Part Number 4301978
- IBM Corp. , IBM, (1997). “IBM VisualAge for COBOL Getting Started on Windows Manual”. IBM Corp. (130 pages) Product number GC26-8944-01 Bar Code: GC26-8944-01 Part No. 4301981
- IBM Corp. , IBM, (سپتامبر ۱۹۹۷). “IBM VisualAge for COBOL Getting Started on OS/2 Manual”. IBM Corp. 2nd Edition. (156 pages) Document Number GC26-9051-01
- IBM Corp. , IBM, (آوریل ۱۹۹۷). “Resource Catalogue for IBM COBOL Family V 1”. Release 4. (44 pages) Product Number GC26-8488-03 Part Number 4226010

- VisualAge Enterprise Suite
- VisualAge C ++ توضیحات از Electronic Developer Magazine برای سیستم عامل / 2 (EDM / ۲)
- شرح سن تصویری از مخزن الگوی پورتلند
- VA Smalltalk در Instantations
- VisualAge برای نکات و ترفندهای جاوا بایگانی‌شده  در ۱۶ ژوئن ۲۰۱۱ توسط Wayback Machine